# 임관
임관(任官)이란 국가 공무원, 즉 관리로 채용되는 것을 의미한다. 좁게는 국군의 장교 또는 부사관이 되는 것을 임관이라고 한다. 부사관의 경우에는 2001년 이전에는 임용이라는 용어를 사용하였으나, 2001년에 부사관(옛 하사관)의 지위를 향상시키기 위해 임관이라는 용어로 통일하였다.

## 임관과 임용의 차이
임관은 관리로 채용한다는 뜻이고, 임용은 공무원 직위를 부여한다는 뜻이다. 따라서 사전적인 의미로서는 두 단어의 차이가 별로 없다고 할 수 있다. 군사부분을 제외한 공무원에 대해서는 임용이라는 단어로 통일하여 사용하고 있다. 하지만 비공식적으로 고위직에 대해서는 임관이라고 표현하기도 한다. 즉, 판사 임용이 공식적인 표현이지만, 판사는 고위 공무원에 속하기 때문에 판사 임관이라고 칭하기도 한다.

## 장교 및 부사관의 임관
원래 부사관은 영어로 '임관하지 않은 장교'(Non-Commissioned Officer)라고 불린다. 이에 따라 대한민국 국군에서도 부사관에 대해서는 임용이라는 용어를 이용해왔다. 하지만 2001년 부사관 계급의 지위 향상을 위하여 신분 명칭도 하사관에서 부사관으로 바꾸고, 임용이라는 용어대신 임관이라는 용어를 사용하기 시작했다. 따라서 이제는 국군의 경우 부사관 또한 임관한 간부라고 볼 수 있다.